# Marnitz
Marnitz är en ort i kommunen Ruhner Berge och tidigare kommun i nordtyska förbundslandet Mecklenburg-Vorpommern. Kommunen hade 767 invånare 2018.

## Geografi
Marnitz är beläget sydöst om Parchim i distriktet Ludwigslust-Parchim. Väster om Marnitz ligger den långsmala höjden Ruhner Berge. Höjdens högsta punkt är 176,5 meter över havet.
I kommunen fanns fyra ortsdelar: Marnitz, Jarchow,  Leppin och Mooster.  

## Historia
Orten omnämns första gången 1275 i en urkund. Under denna tid tillhörde orten grevskapet Dannenberg. 1358 förvärvade Albrekt II av Mecklenburg Marnitz och orten kom att tillhöra hertigdömet Mecklenburg.

### Befolkningsutveckling
Befolkningsutveckling  i Marnitz
Källa:

## Kommunikationer
Genom Marnitz går förbundsvägen (tyska:Bundesstraße) B 321. 